# Chalodeta chitinosa
Espèce
Chalodeta chitinosa est un insecte lépidoptère appartenant à la famille  des Riodinidae et au genre Chalodeta.

## Dénomination
Chalodeta chitinosa a été décrit par Jason Piers Wilton Hall en 2002.

## Description
Chalodeta chitinosa est de couleur marron avec une bordure marron roux ornée d'une ligne submarginale de points marron. Le revers est plus clair

## Écologie et distribution
Chalodeta chitinosa est présent au Venezuela, en Colombie, en  Équateur, en Guyana, en Bolivie et au Brésil.